# Amblycirrhitus pinos
Amblycirrhitus pinos är en fiskart som först beskrevs av Mowbray 1927.  Amblycirrhitus pinos ingår i släktet Amblycirrhitus och familjen Cirrhitidae. Inga underarter finns listade i Catalogue of Life.

## Bildgalleri

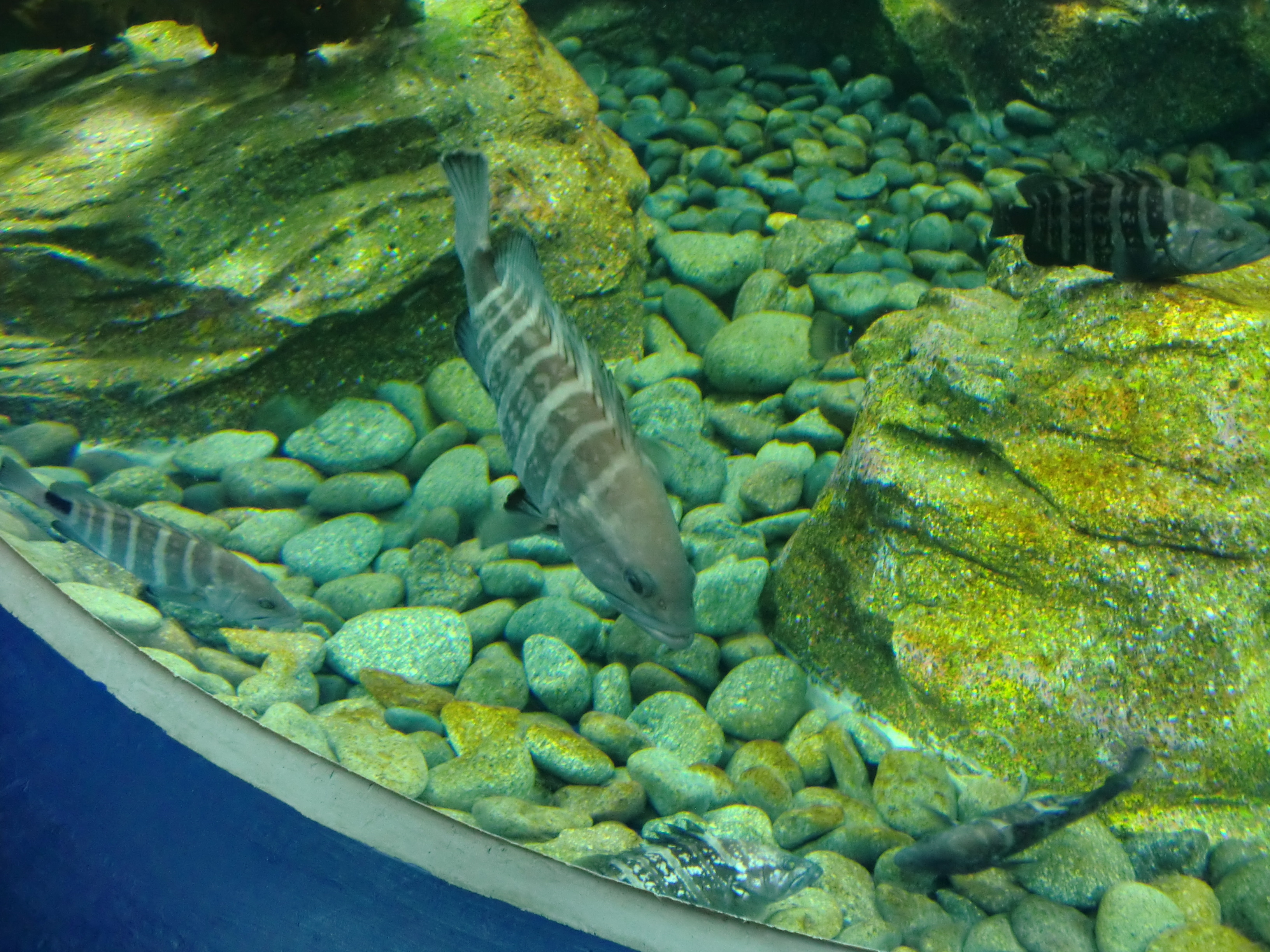
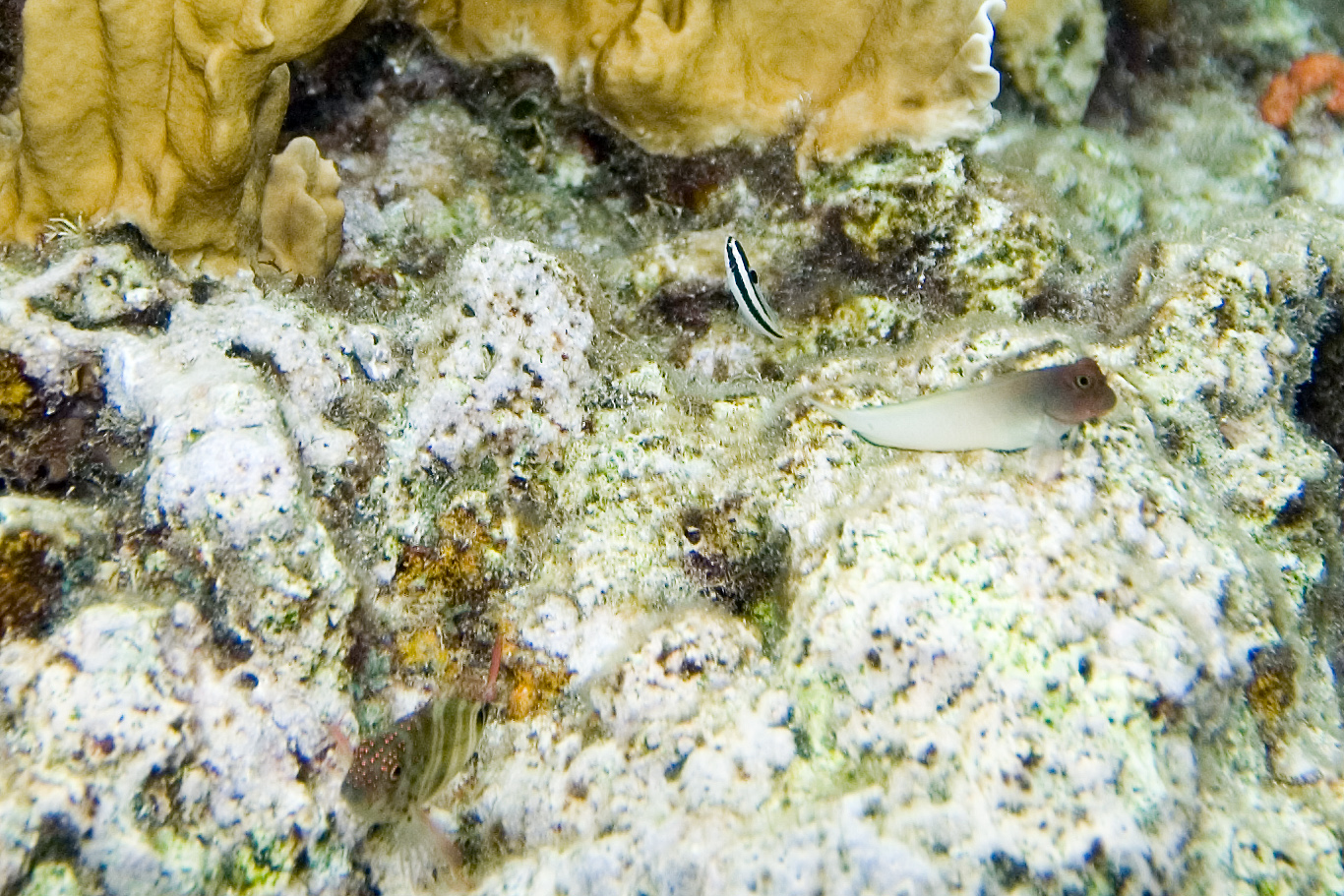